# Senát Polska

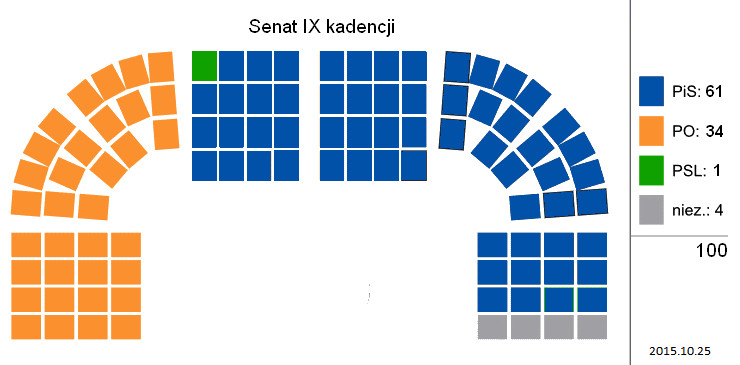
Složení Senátu vzešlé z parlamentních voleb 2015:
Právo a spravedlnost (61)
Občanská platforma (34)
Polská lidová strana (1)
nezávislí (4)

Senát (polsky Senat) je horní komora polského parlamentu, zasedá v ní 100 senátorů. Předseda se nazývá maršálek (marszałek). Volební období je těsně svázáno se Sejmem. Dojde-li k rozpuštění Sejmu a předčasným volbám, volby se konají rovněž do Senátu. Senátoři jsou voleni v přímých volbách. Od roku 2011 se volby konají systémem prvního v cíli (FPTP).
Senát se původně vyvinul z královské rady, v meziválečném období fungoval v letech 1922–1939. Po druhé světové válce byl v pravděpodobně zfalšovaném referendu zrušen. Opětovně zaveden byl v roce 1989 po jednáních u „kulatého stolu“, kdy volby do Senátu byly zcela svobodné (na rozdíl od voleb do Sejmu, kde si komunistická PSDS vyhradila většinu) a představitelé opozice získali 99 míst ze 100.

## Pravomoce senátu

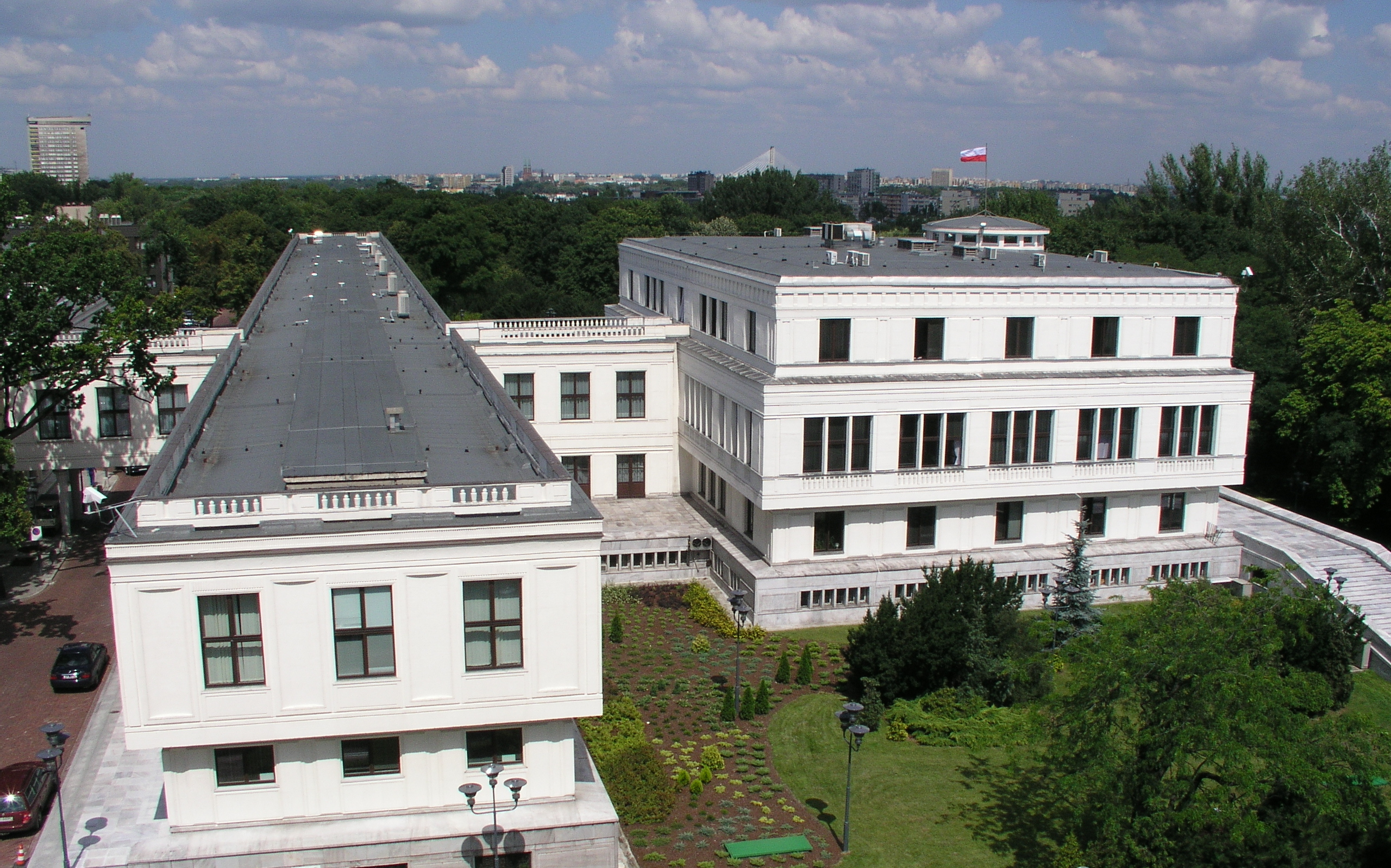
Budova senátu ve Varšavě.

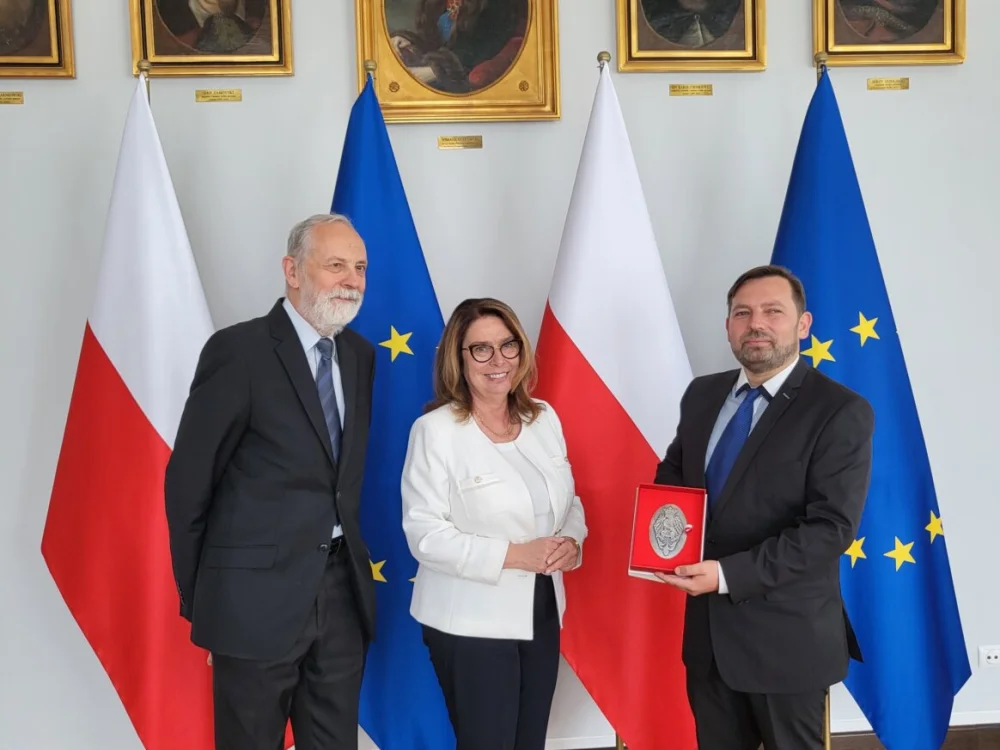
Předseda Senátu Polské republiky Małgorzata Kidawa-Błońska oceňuje Dawida Junga

Senát funguje v Polsku v rámci dvoukomorového parlamentu. Ačkoliv kompetence Senátu jsou minimální (podobně jako v České republice), je jeho hlavním účelem vyrovnávat moc Sejmu.

### Legislativní pravomoci
Zákonodárnou iniciativou disponuje skupina 10 senátorů nebo senátní výbor. Dále senát schvaluje, odmítá nebo schvaluje s pozměňovacími návrhy zákony, které mu překládá Sejm. Senát má povinnost se k těmto zákonům vyjádřit do 30 dnů. Na rozdíl od českého Senátu se ten polský zabývá i státním rozpočtem, ale k němu se musí vyjádřit do 20 dnů. Sejm přitom může senát vždy přehlasovat.

### Kreační pravomoci
Polský Senát je oprávněn vyjadřovat se k jmenování předsedy Nejvyššího kontrolního úřadu nebo Ombudsmana.

## Historie volebního systému

### Volební systém 1989
Ve 47 volebních obvodech bylo možné získat po dvou mandátech, ve dvou obvodech (varšavském a katovickém) po třech senátorech. Všichni kandidáti byli uvedeni na jednom volebním lístku a mandát získal ten, jenž obdržel nadpoloviční většinu všech platných hlasů. Pokud se toto v prvním kole nestalo, následovalo druhé kolo, kterého se účastnili dva kandidáti s nejvyšším počtem hlasů. 

### Volební systém 1991
Do senátu se od roku 1991 volilo jednokolově na základě prosté většiny. Sto senátorů se i nadále volilo ve 49 volebních obvodech. Změna volebního systému do Senátu a zároveň do Sejmu znamenala, že některá politická uskupení dosahovala výrazně jiného zisku mandátů v jednotlivých volbách. Zatímco Sejm byl obsazen více politickými stranami poměrně, Senát inklinoval spíše k nedokonalému bipartismu.
Systém prosté většiny byl zachován, ačkoliv v trochu atypické podobě. Došlo ke změně volebních obvodů – 100 senátorů bylo voleno pouze ve 40 obvodech. Počet mandátů rozdělovaných v jednotlivých obvodech se pohyboval od jednoho do čtyř. Volič měl tolik hlasů, kolik se v obvodu rozdělovalo mandátů, ale hlasy nesměl kumulovat.
Zvolení byli kandidáti, kteří získali v obvodě nejvíce hlasů v pořadí podle počtu rozdělovaných mandátů. Pokud by nastala situace, že dva kandidáti získali stejný počet hlasů, rozhodovalo, kdo získal vítězství ve více okrscích. Pokud by i toto dopadlo nerozhodně, rozhodovalo losování před volební komisí.

#### Klasifikace volebního systému
Politolog Michal Kubát označuje volební systém do polského Senátu za blokové hlasování, spadal by tedy pod většinové volební systémy. Podle publikace o volebních systémech od R. Chytilka, J. Šeda, T. Lebedy a D. Čalouda lze však tehdejší volební systém klasifikovat jako tzv. neomezené hlasování (unlimited vote) a zařadit mezi semiproporční systémy. Většinový výstup voleb není podle autorů nijak vyloučený, není ovšem zároveň ani nijak garantovaný.

### Volební systém 2011
Volby do Senátu se konaly 9. října 2011 a poprvé podle nového volebního zákona Kodeks wyborczy (Dz. U. 2011 nr 21 poz.112), který vstoupil v platnost 5. ledna 2011 a nahradil všechna stávající pravidla voleb v Polské republice. Velkou motivací pro utvoření volebního zákona byl chaos v dřívějších předpisech a snaha sjednotit a zjednodušit volební zákon do jednoho celku. Senátoři jsou voleni na 4 roky v rovných, přímých a tajných volbách.
Ve 100 okrscích se nyní volí 100 senátorů systémem prvního v cíli. V každém volebním okrsku kandiduje několik kandidátů, ale jedna strana může v okresku nominovat jen jednoho kandidáta. Volič si z těchto kandidátů vybere jednoho, kterému odevzdá svůj hlas. Kandidát, který dostane největší počet hlasů v daném okresku, získá křeslo v Senátu.
Aktivní volební právo mají občané Polska starší 18 let. Pasivní volební právo do Senátu je pak podmíněno dosáhnutím věku 30 let. Datum pro uskutečnění voleb je shodné jak pro Sejm, tak pro Senát.
Kandidáti pro volby mohou být navrhováni politickými stranami i voliči. Každá nominace ale musí být podpořena 2 000 podpisy voličů (dříve musela být podpořena 3000 podpisy). Kandidát může kandidovat pouze v jednom okresku a nemůže zároveň kandidovat do Senátu i do Sejmu. Senátoři nemohou souběžně vykonávat více funkcí, například nemohou být členy Evropského parlamentu, ombudsmany atd.

#### Zastoupení žen
Cílem reformy bylo zvýšit počet žen v politice, podle nového pravidla musí být každé pohlaví zastoupeno minimálně 35 % z celkového počtu kandidátů nominovaných do voleb. Toto pravidlo bylo původně zavedeno pro volby do Sejmu, ale před rokem 2011 se rozšířilo i na všechny ostatní volby – včetně voleb do Senátu nebo Evropského parlamentu. Pokud tak strany chtějí kandidovat, musejí minimálně 35% okrsků obsadit kandidátem z jedné genderové skupiny.

## Maršálkové od roku 1989
| Pořadí | Období    | Maršálek                  | Strana         |
| ------ | --------- | ------------------------- | -------------- |
| 1.     | 1989–1991 | Andrzej Stelmachowski     | Občanský výbor |
| 2.     | 1991–1993 | August Chełkowski         | Solidarita     |
| 3.     | 1993–1997 | Adam Struzik              | PSL            |
| 4.     | 1997–2001 | Alicja Grześkowiak        | AWS            |
| 5.     | 2001–2005 | Longin Pastusiak          | SLD            |
| 6.     | 2005–2007 | Bogdan Borusewicz         | bezpartijní    |
| 7.     | 2007-2015 | Bogdan Borusewicz         | PO             |
| 8.     | 2015-2019 | Stanisław Karczewski      | PiS            |
| 9.     | 2019-2023 | Tomasz Grodzki            | PO             |
| 9.     | 2023-2027 | Małgorzata Kidawa-Błońska | PO             |